# Drak (předmět)

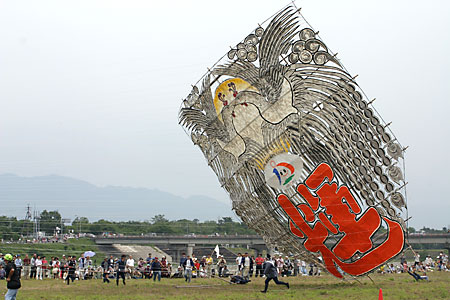
Dračí festival v japonském Higašiómi

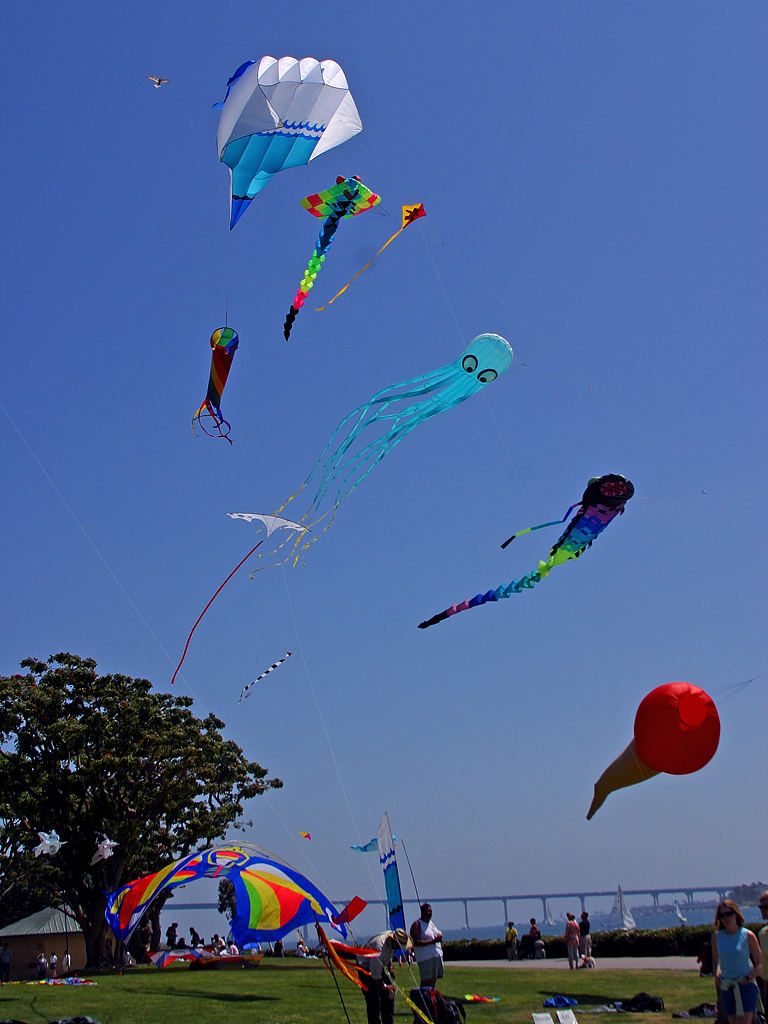

Drak je létající zařízení těžší než vzduch spojené lanem se zemí, které se ve vzduchu udržuje bez vlastního pohonu, pouze na základě aerodynamických sil.

## Fungování
Drak se drží v povětří díky dynamickému vztlaku – tedy proudění vzduchu podél nakloněné roviny. Vzhledem k tomu, že na rozdíl od např. bezmotorových letadel je drak většinou upoután na jednom místě vůči zemskému povrchu, je k jeho udržení ve vzduchu zapotřebí větru.

## Použití

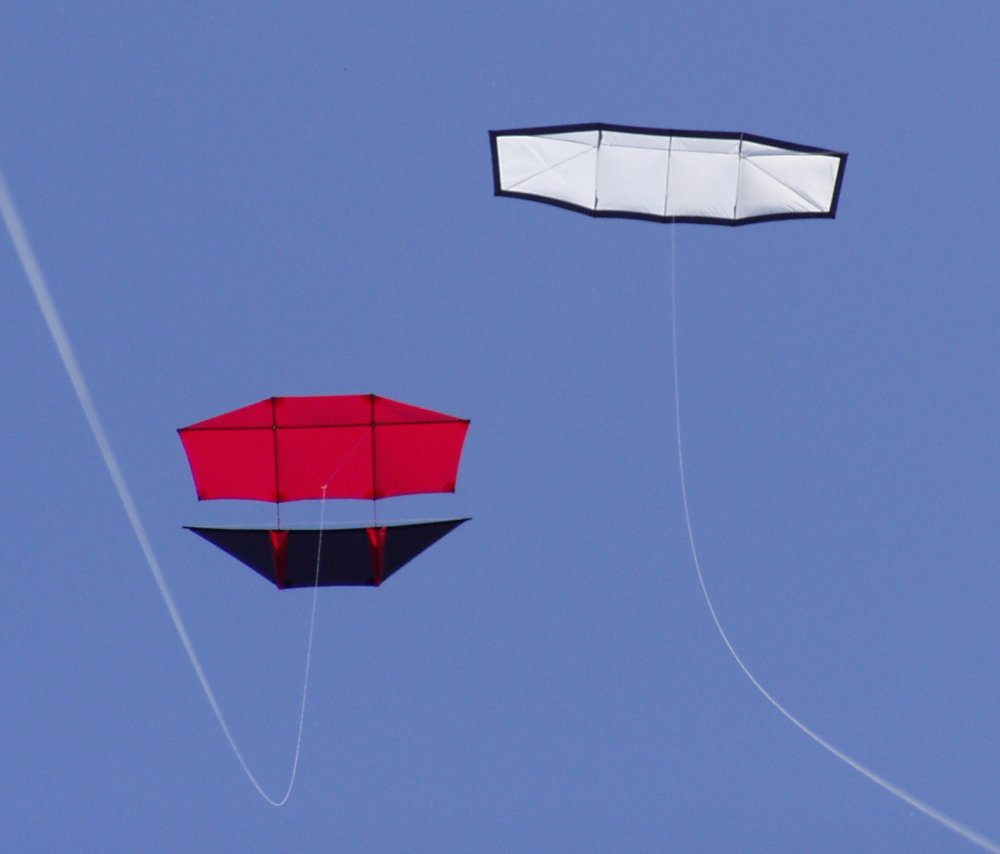
Jednoduché typy draků

### Zábava
Jednodušší typy draků dnes slouží především k zábavě, jako hračky – jednoduché letecké modely, vedené lanem (či lanky) nataženým ze země. Vlastnoručně vyrobené draky v poslední době začínají být vytlačovány kupovanými, technicky vyspělejšími typy, které jsou do značné míry řiditelné a s nimiž je možné zvládat i složitější akrobatické kousky. Technické zvládnutí letu a estetické kvality draka jsou dvěma hlavními disciplínami, které se hodnotí v soutěžích, obvykle nazývaných „drakiády“.

### Sport
Úzce souvisejícím sportem je také tzv. powerkiting, neboli jízda za drakem. Slovo kiting je vlastně anglickým pojmem pro pouštění draka, často se však užívá pro označení zvláštní disciplíny, kdy se člověk nechá drakem (speciálního paraglidingového typu) táhnout na surfu, skateboardu či snowboardu.

### Náboženství
V Orientu, především v Číně, byly draky často vypouštěny během náboženských slavností. Většinou byly konstruovány v podobě různých bájných stvoření – draků, hadů a ryb – a jejich vypouštění na oblohu mělo symbolický význam.

### Věda a vojenství
V době před rozvojem modernějších typů letadel byly draky využívány v meteorologii a dokonce ve vojenství. Svou zlatou éru zažily v druhé polovině devatenáctého století. Před první světovou válkou se je armáda snažila zdokonalit pro výzvědné účely a speciálně upravené draky dokázaly dokonce nést lidskou posádku. Leutnant Brooke-Smith vystoupal roku 1905 na soustavě draků do výšky 1048 metrů. 

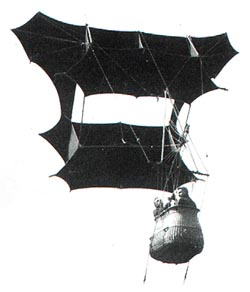
Drak s lidskou posádkou, zkonstruovaný Samuelem Franklinem Codym (1867–1913)

Před vysláním prvních meteorologických družic se používalo meteorologických draků, které stoupaly do značných výšek. Rekord dosažený jediným drakem byl ustanoven 28. února 1898 v Miltonu (USA), kdy krabicový drak na ocelovém lanku vystoupal do výšky 3200 metrů (3801 m nad mořem). Ještě lepšího výsledku bylo dosaženo 1. srpna 1919 nad německým Lindenbergem, kdy krabicový drak, podporovaný soustavou osmi dalších draků, spojených celkem 15 km drátu, vystoupal do výšky téměř devět a půl kilometru.

## Základní typy draků
- Plochý drak: deltoid, psaníčko, hvězda, baba, diamant – tradiční české typy draků. Konstrukce většinou sestává ze zkřížených proutků, potažených papírem či plátnem, na které je připevněn ocas s fáborky.
- Akrobatický drak – různé sofistikované druhy draků, připomínajících malé rogalo.
- Paraglidingový (tažný) drak – drak podobný paraglidingovému křídlu, používá se zejména pro jízdu na surfu či snowboardu.
- Krabicový drak – složitější typy draků v nejjednodušší podobě sestávající ze dvou spojených čtyřstěnných papírových komor.
- Čínský drak – v Číně jako pravlasti draků existuje mnoho typů a odrůd draků. Tradiční model se obvykle odvozuje od trubice z bambusových kruhů potažených papírem, nebo má tvar papírového pytle, připevněného na lehkou bambusovou konstrukci.

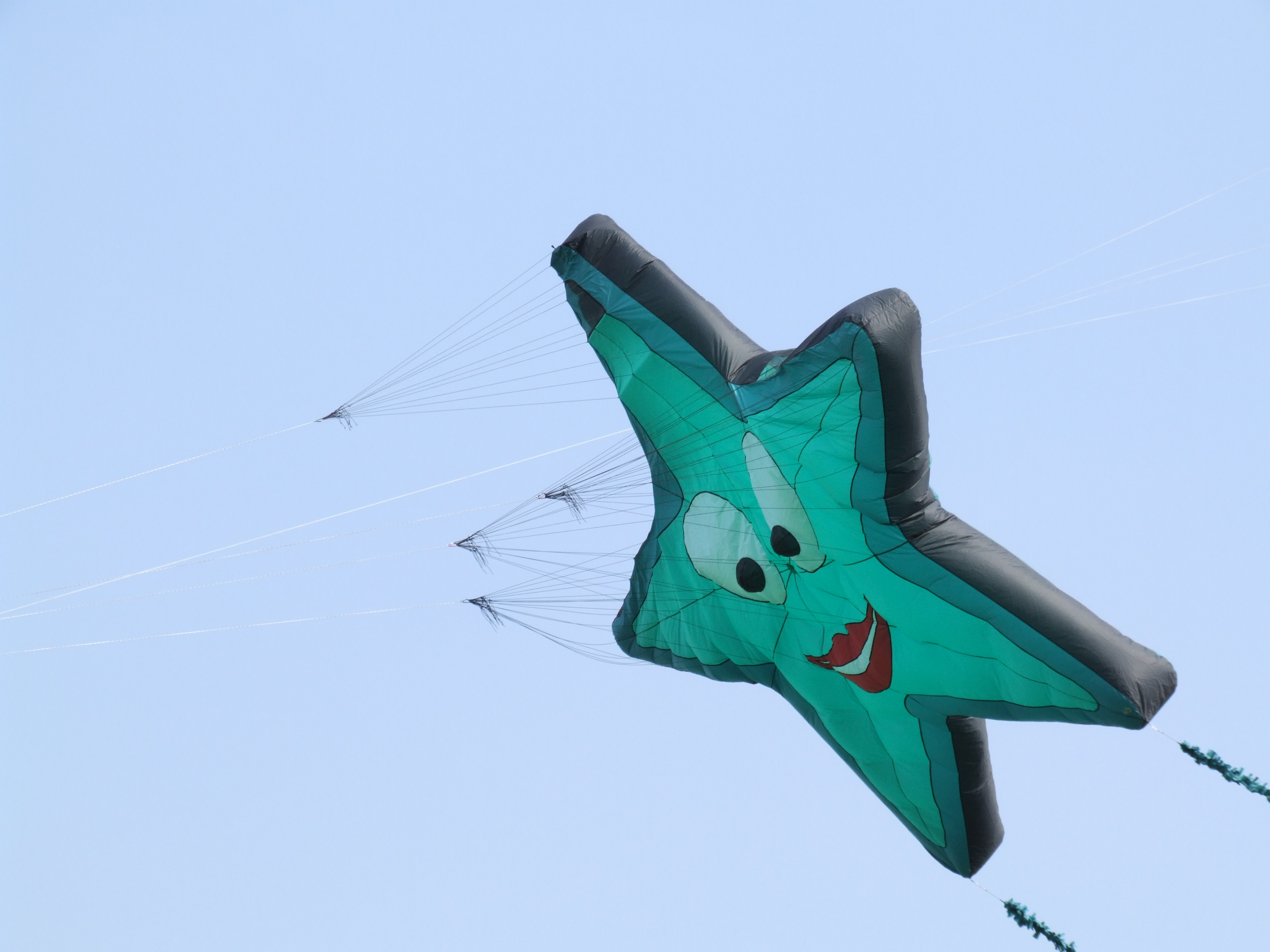